# Córrego Fundo
Córrego Fundo är en kommun i Brasilien.   Den ligger i delstaten Minas Gerais, i den sydöstra delen av landet, 600 km söder om huvudstaden Brasília. Antalet invånare är 5 821.
Omgivningarna runt Córrego Fundo är huvudsakligen savann. Runt Córrego Fundo är det ganska tätbefolkat, med 111 invånare per kvadratkilometer.